# آدم سيغل
آدم سيغل (بالإنجليزية: Adam Siegel)‏ هو عازف قيثارة ومنتج أسطوانات أمريكي، ولد في 9 مارس 1969 في لوس أنجلوس في الولايات المتحدة.

## وصلات خارجية
- آدم سيغل على موقع ميوزك برينز (الإنجليزية)
- آدم سيغل على موقع قاعدة بيانات برودواي على الإنترنت (الإنجليزية)
- آدم سيغل على موقع أول ميوزيك (الإنجليزية)
- آدم سيغل على موقع ديسكوغز (الإنجليزية)